# Lochmaschine

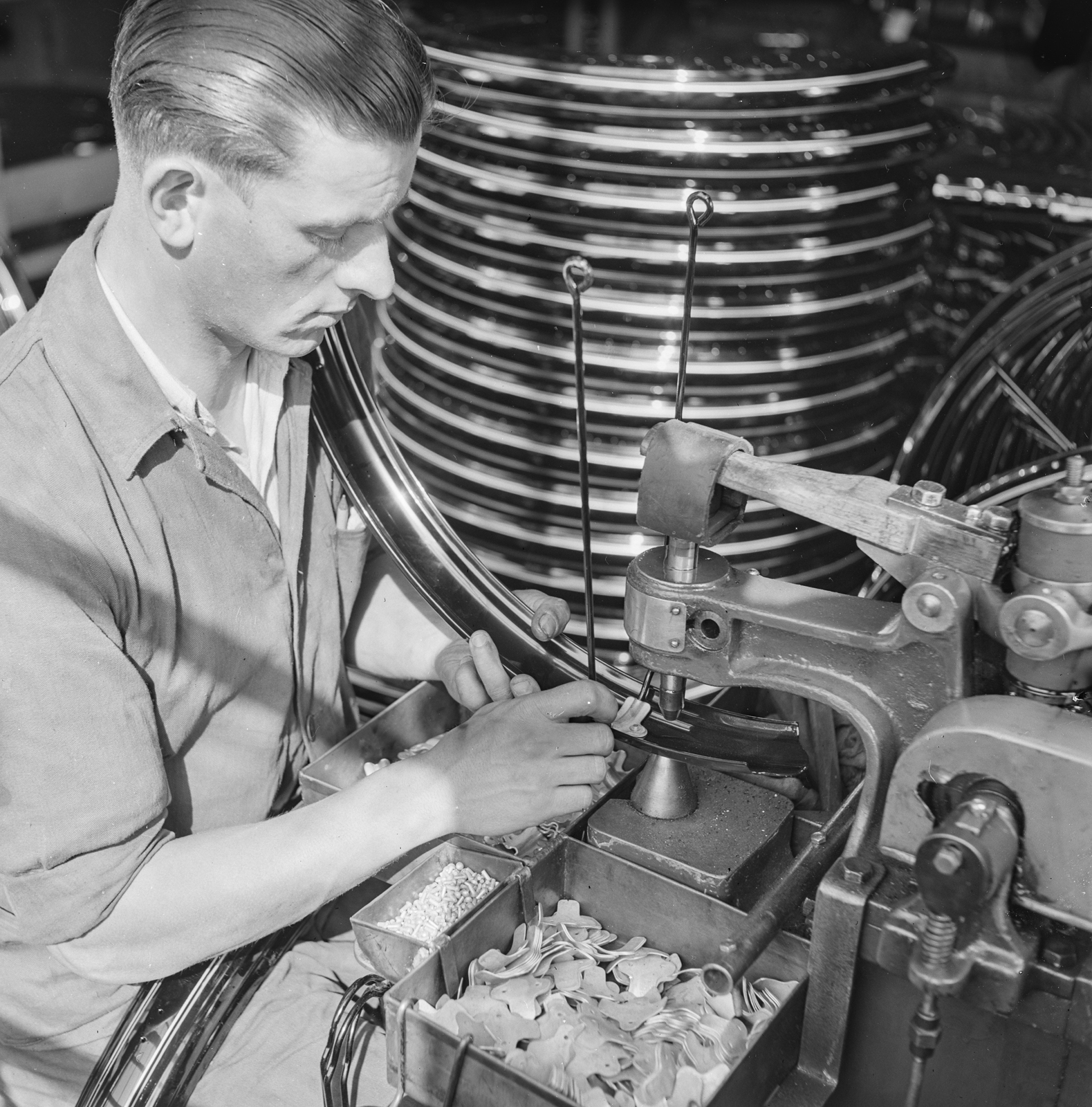
Lochmaschine für Schutzbleche, Wanderer-Werke

Die Lochmaschine (auch Durchstoß oder Durchschnitt) ist eine Maschine zum Lochen von Blechen, Platten und ähnlichen Objekten. Sie findet sich sowohl in großem Maßstab bei der Anfertigung von großen Kesseln, in Maschinenfabriken und beim Brückenbau als auch in kleineren Ausführungen bei Handwerkern (z. B. Schlosser, Schmiede, Klempner, Schuster).
Die Werkzeuge der Lochmaschine sind:
- der Lochstempel (auch Stempel, Mönch oder Drücker), ein massiver zylindrischer oder prismenförmiger Stahlkörper, dessen Querschnitt mit demjenigen des herzustellenden Loches in Größe und Form übereinstimmt,
- der Lochring (das Locheisen oder die Matrize), eine Stahlplatte, die während des Lochens als Stütze des Arbeitsstücks dient und deren Höhlung als Gegenform des Stempelquerschnitts bildet.

Der Stempel wird mit Hilfe einer mechanischen oder hydraulischen Einrichtung gegen das auf dem Locheisen ruhende Arbeitsstück gepresst und dringt mit der Steigerung des Pressdrucks in das Arbeitsstück ein. Dabei wird das Material zunächst verdichtet und anschließend als so genannter „Putzen“ in die Höhlung des Lochrings gedrängt. 
Lochmaschinen, die viele, regelmäßig angeordnete Löcher über die Fläche einer Platte oder eines Papiers (einer Pappe) anbringen, heißen Perforiermaschinen.